# Maurice Robert (renseignement)
Pour les articles homonymes, voir Robert et Maurice Robert.
Maurice Robert (29 avril 1919 - 9 novembre 2005) est un ancien membre du SDECE, proche de Jacques Foccart, devenu chef du secteur Afrique du SDECE, puis ambassadeur au Gabon de novembre 1979 à 1981, et enfin chargé du service « Afrique » chez Elf. Il fut l'un des piliers de la Françafrique.
En 1996, Maurice Robert est élevé au grade de grand officier de la Légion d’honneur par le président Jacques Chirac.

## Carrière au SDECE
Il devient en 1947 commandant de poste à Nouadhibou (Mauritanie) où il crée une section du RPF, le parti gaulliste. Foncièrement anticommuniste, il fait la rencontre de Jacques Foccart, duquel il restera très proche.
Entré au SDECE en 1954, il est chef du sous-secteur Afrique, chef de poste Dakar de 1955 à 1959 ; chef du secteur Afrique de 1958 à 1968, directeur du renseignement adjoint en 1968, puis chef du service de renseignement de 1968 à 1973.
Il est chargé dans les années 1960 de mettre sur pied et d'encadrer les polices secrètes des régimes africains alignés sur le gouvernement français.
Maurice Robert participe à l'organisation de nombre de coups de force en Afrique pour installer ou renverser des chefs d'État africains en fonction des intérêts de la France (il encadrera notamment plusieurs interventions du mercenaire Bob Denard).
Il est envoyé par Jacques Foccart prendre contact avec le lieutenant-colonel Odumegwu Emeka Ojukwu, responsable militaire de la région orientale du Nigeria, pour l'assurer du soutien de la France et l'encourager à faire sécession. L'objectif est d'affaiblir le Nigeria, puissance régionale, et de placer les réserves pétrolières du Biafra sous influence française.
Il fait partie des cadres du SDECE à ne pas être licencié après l'arrivée au poste de Directeur général d'Alexandre de Marenches.

## Carrière postérieure
Recruté chez Elf en tant que chef de la sécurité au Gabon lorsqu'il est mis à l'écart des services secrets en 1973, il continue néanmoins de travailler avec le SDECE et supervise le déploiement des mercenaires de Bob Denard combattre avec les rebelles pendant la guerre civile angolaise. En 1979,il est nommé à la demande du président gabonais Omar Bongo (qu'il a contribué à installer au pouvoir), ambassadeur de France au Gabon.
Il est rappelé à l'arrivée au pouvoir de François Mitterrand en 1982 et termine sa carrière chez Elf. 